# Cichy pokój
Cichy pokój (ang. The Quiet Room) – australijsko-francusko-włoski dramat filmowy z 1996 roku w reżyserii Rolfa de Heera. Obraz startował w konkursie głównym na 49. MFF w Cannes.

## Główne role
- Celine O'Leary – Matka
- Paul Blackwell – Ojciec
- Chloe Ferguson – Dziewczynka (starsza)
- Phoebe Ferguson – Dziewczynka (młodsza)
- Kate Greetham – Kate, niania
- Todd Telford – Robotnik
- Peter Ferris – Czyściciel dywanu
- Peter Green – Czyściciel dywanu

## Fabuła
Siedmioletnia dziewczynka ma udane życie - jej rodzice są szczęśliwi, spełniają się zawodowo i kochają swoje dziecko. Ale pewnego dnia dziewczynka odkrywa, że to pozory, gdyż jej rodzice planują separację. To powoduje, że coraz więcej czasu spędza sama, zamyka się na świat, a w końcu przestaje mówić.